# Colle Petroso
Colle Petroso (o anche Collepetroso) è una frazione del comune italiano di Radda in Chianti, nella provincia di Siena, in Toscana.

## Storia
Il borgo di Colle Petroso ebbe origine in epoca alto-medievale e fu giurisdizione dei marchesi di Toscana. Nel 988 il marchese Ugo II, figlio di Uberto, assegnò alla badia di Poggibonsi un terreno posto «in Colle Petroso».
Il paese è ricordato come "abitato" nel catasto fiorentino del 1427, mentre nelle carte del XVI secolo è raffigurato come borgo fortificato con cinta muraria e una porta d'accesso, mentre la chiesa era originariamente localizzata poco fuori dalle mura.
Nel 1833 si contavano a Colle Petroso 82 abitanti.

## Monumenti e luoghi d'interesse
Al centro del borgo si trova la chiesa di San Michele, che fu un tempo cappella del castello di Colle Petroso e che fino al 1986 era sede di una parrocchia. L'originaria chiesa medievale, ricordata nelle decime del 1299 come dipendente dalla pieve di Santa Maria Novella in Chianti, era situata poco fuori dal paese, portava nel XIV secolo il titolo di San Giovanni ed è documentata fino al XVI secolo, prima di finire abbandonata. All'interno della chiesa di San Michele, proveniente dall'antica parrocchiale, si trovava una pregevole croce astile duecentesca in bronzo dorato, poi trasferita alla Pinacoteca nazionale di Siena.